# クアルト
クアルト（イタリア語: Quarto）は、イタリア共和国カンパニア州ナポリ県にある、人口約4万1000人の基礎自治体（コムーネ）。

## 地理

### 位置・広がり
ナポリ中心部から西北西へ11kmの距離にある。

#### 隣接コムーネ
隣接するコムーネは以下の通り。
- ジュリアーノ・イン・カンパーニア
- マラーノ・ディ・ナーポリ
- ナポリ
- ポッツオーリ
- ヴィッラリッカ

## 交通
RFI(Rete ferroviaria italiana)の「クアルト・ディ・マラーノ」(Quarto di Marano)駅がある。

## 行政
クアルト・フレグレーオ(Quarto Flegreo)とも。このコムーネはマラーノ・ディ・ナーポリ.の一部分だった。